# Искусство обольщения (фильм, 2005)
«Искусство обольщения» (кор. 작업의 정석) — южнокорейская романтическая комедия, повествующая об игре интересов между двумя первоклассными обольстителями. Премьера состоялась 21 декабря 2005 года.

## Сюжет
Для Хан Чжи Вон (Сон Е Чжин) и Сео Мин Чжун (Сон Иль Гук) обольщение это не просто занятие, как преамбула во взаимоотношениях, для них это настоящее развлечение и даже искусство. Не подозревая, что наткнулись на себе подобного, они начинают свою «игру» по обычной схеме, но тут идёт не ладное потому что былые рычаги воздействия почему то теперь не эффективны.

## Роли исполняли
- Сон Е Чжин — Хан Чжи Вон[2]
- Сон Иль Гук — Сео Мин Чжун
- No Ju-Hyeon — Min-jun's father
- Hyun Young — Ji-won's friend
- Park Jun-qu — Bong Sa-jang
- Ahn Sang-tae — Fortune teller
- Yoon Yeong-joon — No Do-cheul
- Ahn Sun-young — Oh Ji-yeong
- Kim Ae-kyung — Park Yeo-sa
- Woo Hyeon

## Перевод
Перевод и озвучивание на русский язык существует только в виде двухголосного любительского или в виде субтитров. Существует несколько переводов, которые осуществлены любителями корейского кинематографа под такими никами
1. двухголосый закадровый перевод: pandora2177, Ustas Alexis. Релиз подготовлен группой GREEN TEA
2. субтитры: фансаб-группы Альянс

## Критика
Рецензия-опрос веб-сайта Rotten Tomatoes показала, что 60% аудитории, оценив на 3.5 балла из 5, дали положительный отзыв о фильме.